# O Leitor
O Leitor (no original em inglês, The Reader) é um filme teuto-americano de 2008, do gênero drama, dirigido por Stephen Daldry e baseado no romance Der Vorleser, de 1995, do escritor alemão Bernhard Schlink.
A adaptação para o cinema foi feita pelo roteirista David Hare. O elenco une desde atores experientes, como Kate Winslet e Ralph Fiennes, a jovens como David Kross. O filme foi a última produção de Anthony Minghella e Sydney Pollack, tendo ambos falecido antes da estreia do longa. As filmagens tiveram início na Alemanha, em setembro de 2007, e o lançamento nos cinemas americanos ocorreu no dia 10 de dezembro de 2008.
O filme conta a história de Michael Berg, um estudante alemão que, no ano de 1958, mantém um caso com uma mulher mais velha, Hanna Schmitz, até que ela subitamente desaparece de sua vida para ressurgir oito anos mais tarde, no banco dos réus de um tribunal alemão, acusada de ter trabalhado para a SS durante a Segunda Guerra Mundial e de ser uma das responsáveis pela morte de dezenas de judeus em diferentes momentos da guerra. Michael percebe que Hanna guarda um segredo que acredita ser pior que seu passado nazista, um segredo que pode ser crucial para a decisão da corte.

## Enredo
O filme começa em 1995, na cena em que Michael (Ralph Fiennes) prepara o café-da-manhã para uma mulher com quem passou a noite. Quando ela vai embora, Michael olha pela janela e vê um U-Bahn amarelo, fazendo-o lembrar de quando, em 1958, então com 15 anos, morando em Neustadt, passa mal durante o trajeto do U-Bahn e acaba vomitando na entrada de um prédio, sendo em seguida socorrido por Hanna Schmitz (Kate Winslet), uma trocadora que morava naquele prédio.
Em casa, Michael é diagnosticado como portador de escarlatina. O médico da família ordena que o jovem fique de cama pelos três meses seguintes. Após a recuperação, ele manifesta vontade de visitar a desconhecida que o ajudara. Os dois acabam se envolvendo e passam a ter um caso. Durante os encontros no apartamento da trocadora, o jovem passa a ler para ela obras literárias que estuda no colégio, como a Odisseia, de Homero, A Dama do Cachorrinho, de Anton Checkhov, e Huckleberry Finn, de Mark Twain. Os encontros passam, então, a ter sempre uma sessão de leitura seguida de uma relação sexual. Hanna sempre se refere a Michael como "garoto" (kid), nunca pelo nome. Um belo dia, Hanna é promovida, sendo avisada de que iria trabalhar no escritório da empresa, e subitamente desaparece sem deixar rastros.
O filme volta a mostrar Michael já adulto, seguindo a carreira de advogado, quando então volta ao ano de 1966, com Michael cursando direito na Universidade de Heidelberg. Como parte de um seminário sob o comando do Professor Rohl (Bruno Ganz), um judeu sobrevivente de um campo de concentração, Michael passa a assistir o julgamento de várias mulheres acusadas de terem deixado trezentas prisioneiras judias morrerem queimadas em uma igreja em chamas no ano de 1944, em um evento conhecido como "Marcha da Morte", ocorrido após a evacuação do campo de Auschwitz. Uma das rés é Hanna Schmitz.
Atordoado, Michael visita um campo de concentração. O julgamento divide o seminário, com um dos alunos argumentando que não havia nada a aprender com aquilo, a não ser que coisas horríveis haviam acontecido diante dos olhos de milhões de cidadãos alemães, que falharam em não agir diante dos fatos e por isso haveriam de sofrer por toda a vida.
A evidência chave do julgamento é o depoimento da sobrevivente judia Ilana Mather (Alexandra Maria Lara), que escrevera um livro contando como ela e sua mãe conseguiram sobreviver à marcha da morte. Hanna, ao contrário das outras rés, admite que Auschwitz era um campo de extermínio e que as dez mulheres que eram "selecionadas" a cada mês eram enviadas à câmara de gás. Ela nega ter sido a autora de um relatório redigido após o incêndio da igreja, apesar da pressão das demais rés, no entanto, acaba confessando a autoria quando o juiz lhe solicita uma amostra de sua caligrafia.
Michael, então, se dá conta do grande segredo de Hanna: ela era analfabeta, tendo ocultado o fato por toda a vida. Passou a integrar a SS após ter sido promovida em um emprego anterior, o que iria lhe obrigar a revelar seu segredo. Michael revela a seu professor que possui uma informação relevante, favorável a uma das rés, mas não sabe se faz a revelação, já que a própria acusada havia optado por escondê-la. O professor lhe diz que, se não havia aprendido nada com o passado, então não havia necessidade de participar daquele seminário.
Hanna é condenada à prisão perpétua por seus crimes de guerra, enquanto as demais rés recebem penas menores. Nos anos posteriores, Michael se casa, tem uma filha e se divorcia. Ao rever seus livros e notas de aula dos tempos de seu caso com Hanna, resolve gravar os textos em fitas cassete e envia as fitas, junto com um tocador, para Hanna. Com o tempo, ela aprende a ler e a escrever, e passa a enviar cartas para o rapaz.
Michael nunca responde às cartas, mas continua enviando fitas. Em 1988, uma funcionária da penitenciária (Linda Basset) telefona para Michael e pede sua ajuda: Hanna tivera um afrouxamento de pena e será libertada, mas sua transição para uma vida em sociedade poderia ser problemática. Michael encontra um lar e um emprego para ela, e finalmente a visita. No entanto, na noite anterior ao dia de liberdade, Hanna se suicida e deixa uma carta para Michael, e junto com ela uma lata com algum dinheiro.

## Elenco
- Kate Winslet .... Hanna Schmitz [6]
- Ralph Fiennes .... Michael Berg (adulto)[7]
  - David Kross .... Michael Berg (15 anos)
- Jeanette Hain .... Brigitte
- Susanne Lothar .... Carla Berg
- Alissa Wilms .... Emily Berg
- Florian Bartholomäi .... Thomas Berg
- Friederike Becht .... Angela Berg
- Matthias Habich .... Peter Berg
- Frieder Venus .... Médico
- Lena Olin .... Rose Mather / Ilana Mather
- Alexandra Maria Lara ....Ilana Mather Jovem
- Bruno Ganz .... Professor Rohl

## Prêmios e indicações
Oscar 2009
| Ano  | Categoria               | Nome                                                                | Resultado |
| ---- | ----------------------- | ------------------------------------------------------------------- | --------- |
| 2009 | Melhor Filme            | Anthony Minghella, Donna Gigliotti, Redmond Morris & Sydney Pollack | Indicado  |
| 2009 | Melhor Diretor          | Stephen Daldry                                                      | Indicado  |
| 2009 | Melhor Atriz            | Kate Winslet                                                        | Venceu    |
| 2009 | Melhor Roteiro Adaptado | David Hare                                                          | Indicado  |
| 2009 | Melhor Fotografia       | Roger Deakins e Chris Menges                                        | Indicado  |

Globo de Ouro 2009
| Ano  | Categoria                | Nome                                                                | Resultado |
| ---- | ------------------------ | ------------------------------------------------------------------- | --------- |
| 2009 | Melhor Filme (Drama)     | Anthony Minghella, Donna Gigliotti, Redmond Morris & Sydney Pollack | Indicado  |
| 2009 | Melhor Atriz Coadjuvante | Kate Winslet                                                        | Venceu    |
| 2009 | Melhor Diretor           | Stephen Daldry                                                      | Indicado  |
| 2009 | Melhor Roteiro           | David Hare                                                          | Indicado  |

Festival de Cannes 2009
SAG Awards 2009
| Ano  | Categoria     | Nome                                                                | Resultado |
| ---- | ------------- | ------------------------------------------------------------------- | --------- |
| 2009 | Palma de Ouro | Anthony Minghella, Donna Gigliotti, Redmond Morris & Sydney Pollack | Indicado  |
| 2009 | Grand Prix    |                                                                     | Indicado  |

| Ano  | Categoria                | Nome         | Resultado |
| ---- | ------------------------ | ------------ | --------- |
| 2009 | Melhor Atriz Coadjuvante | Kate Winslet | Venceu    |

European Film Awards 2009
| Ano  | Categoria             | Nome         | Resultado |
| ---- | --------------------- | ------------ | --------- |
| 2009 | Melhor Atriz Européia | Kate Winslet | Venceu    |

British Academy of Film and Television Awards 2009
| Ano  | Categoria      | Nome                                                                | Resultado |
| ---- | -------------- | ------------------------------------------------------------------- | --------- |
| 2009 | Melhor Filme   | Anthony Minghella, Donna Gigliotti, Redmond Morris & Sydney Pollack | Indicado  |
| 2009 | Melhor Atriz   | Kate Winslet                                                        | Venceu    |
| 2009 | Melhor Diretor | Stephen Daldry                                                      | Indicado  |

MTV Movie Awards 2009
| Ano  | Categoria    | Nome         | Resultado |
| ---- | ------------ | ------------ | --------- |
| 2009 | Melhor Atriz | Kate Winslet | Indicado  |

Satellite Awards 2009
| Ano  | Categoria               | Nome                                                                | Resultado |
| ---- | ----------------------- | ------------------------------------------------------------------- | --------- |
| 2009 | Melhor Filme (Drama)    | Anthony Minghella, Donna Gigliotti, Redmond Morris & Sydney Pollack | Indicado  |
| 2009 | Melhor Ator (Drama)     | Ralph Fiennes                                                       | Indicado  |
| 2009 | Melhor Atriz (Drama)    | Kate Winslet                                                        | Venceu    |
| 2009 | Melhor Diretor          | Stephen Daldry                                                      | Indicado  |
| 2009 | Melhor Fotografia       | Roger Deakins & Chris Menges                                        | Indicado  |
| 2009 | Melhor Roteiro Adaptado | David Hare                                                          | Indicado  |
| 2009 | Melhor Edição           | Stephen Daldry                                                      | Indicado  |
| 2009 | Melhor Figurino         | Donna Gigliotti                                                     | Indicado  |
| 2009 | Melhor Maquiagem        | Larry Morris & Albraah MacDawson                                    | Indicado  |
| 2009 | Top 10 Filmes de 2008   |                                                                     | Venceu    |